# Panchrysia deaurata
Panchrysia deaurata là một loài bướm đêm trong họ Noctuidae.